# Municipio de Leake
El municipio de Leake (en inglés: Leake Township) es un municipio ubicado en el condado de Nevada en el estado estadounidense de Arkansas. En el año 2010 tenía una población de 87 habitantes y una densidad poblacional de 0,88 personas por km².

## Geografía
El municipio de Leake se encuentra ubicado en las coordenadas 33°29′45″N 93°9′49″O / 33.49583, -93.16361. Según la Oficina del Censo de los Estados Unidos, el municipio tiene una superficie total de 98.84 km², de la cual 98,79 km² corresponden a tierra firme y (0,04 %) 0,04 km² es agua.

## Demografía
Según el censo de 2010, había 87 personas residiendo en el municipio de Leake. La densidad de población era de 0,88 hab./km². De los 87 habitantes, el municipio de Leake estaba compuesto por el 33,33 % blancos, el 65,52 % eran afroamericanos y el 1,15 % eran de una mezcla de razas. Del total de la población el 0 % eran hispanos o latinos de cualquier raza.